# Garnatxa blanca
La garnatxa blanca o alancatí és una varietat espanyola de vinya blanca. Altres noms amb què és coneguda són: 'alacant blanca', 'garnatxa grisa', 'grenatxe blanc' 'lledoné', 'cadira blanc' i 'sillina blanc'.
Es troba estesa per tot Espanya, sent particularment abundant en Tarragona, Saragossa i Terol.
Té penjolls de mida no molt gran i compactes. Les baies són de mida mitjana, forma rodona i color groc-verdós. S'ha fet servir tradicionalment sola o barrejada amb garnatxa roja, macabeu, parellada, moscatell o pedro ximenes per fer mistela. Produeix vins de gran cos i molt alcohol, de color groc palla; desprèn aromes florals i afruitats amb un fons de ginesta que li confereix originalitat.
Segons l'Ordre APA/1819/2007, el raïm garnatxa blanc és una varietat vinífera recomanada a les comunitats autònomes d'Aragó i Catalunya, coneixent-se en aquesta última com alancantí, garnatxa blanca i lladoner blanc; està autoritzada en la Comunitat Foral de Navarra, País Basc i La Rioja. La garnatxa blanca presenta el mateix grau d'acidesa que la garnatxa roja i la garnatxa negra.
És varietat principal a la Denominació d'Origen Alella, Costers del Segre, Tarragona i Terra Alta i autoritzada a Cariñena, Cigales, Empordà, Navarra, Priorat, Rioja i Somontano.
Un terç de la producció mundial d'aquesta varietat prové de les vinyes de la DO Terra Alta.